# Baba Dochia/Marta
Pour l’article homonyme, voir Baba.
Baba Dochia ou Baba Marta (la vieille Doquia ou Marta) est un personnage mythique lié à la fête du 1er mars en Europe du Sud-est et aux « Martenitsi » (bulgare : мартеници) ou « Mărțișoare » (roumain) notamment en Roumanie, Moldavie (Dochia), Bulgarie et Macédoine (Marta) : ce personnage personnifie l'impatience du monde pour le retour du printemps.

## Étymologie
« Baba/Babă » désigne, chez les roumanophones et les slaves méridionaux et orientaux, une femme d'un âge très avancé. Il est également utilisé pour qualifier les femmes soignant des maladies par des moyens empiriques, par l'herboristerie, la sorcellerie et les incantations. De plus, on parle des « zilele babei » (jours de la vieille femme), la première quinzaine du mois de mars, en raison du temps souvent très changeant.

## Origines
Les ethnologues comme Ovide Densusianu, Bogdan Petriceicu Hasdeu, Eugène Lovinescu, Dimitar Marinov, Kristo Vakarelski ou George Vâlsan y voient :
- soit un mythe provenant du substrat thrace commun aux pays roumains et bulgares (quelles que soient les influences ultérieures, romanes ou slaves), et une réminiscence des divinités antiques de l'agriculture, de la germination, de la fertilité et du renouveau, et des sacrifices qu’on leur adressait ;
- soit un héritage déformé du calendrier religieux Byzantin qui célébrait la martyre Eudoxie (Evdokia en grec médiéval) le 1er mars (d'où le nom de Marta en Bulgarie) ;
- soit encore une réminiscence de la dénomination de Dacie (prononcée Dakia en latin et en grec médiéval).

Quoi qu'il en soit, le personnage de Baba Dochia (Grand-mère Doquia en Roumanie et Moldavie) ou Baba Marta (« Баба Марта », Grand-mère Marta en Bulgarie et Macédoine) change rapidement d’humeur et des présents doivent lui être offerts pour l’apaiser. Dans certaines régions, ces offrandes sont attachées à des arbres fruitiers, ou placés sous des pierres. La croyance veut que l’animal (insecte, cloporte, mille-pattes, araignée ou petit mammifère) qui trouve refuge sous la pierre détermine le déroulement de l’année à venir pour celui qui y a déposé l'offrande (ce qui est une forme de divination). Baba Dochia/Marta fait alors en sorte que l’hiver ne dure pas trop longtemps et que le printemps revienne rapidement. Par ailleurs il existe plusieurs variantes de la légende de Baba Dochia/Marta qui ont en commun d'en faire une belle-mère acariâtre qui finit gelée, pétrifiée ou les deux, alors que la vie, ou l'amour, en tout cas le printemps, triomphe.

## Légende 1
Baba Dochia/Marta a un fils : Dragomir (chez les Bulgares) ou Dragobete (chez les Roumains), qui épouse une fille contre la volonté de sa mère. Dochia maltraite sa belle-fille en l'envoyant cueillir des baies dans la forêt fin février. Dieu apparait à la fille comme un vieillard et l'aide dans ce qu'elle doit faire. Lorsque Dochia/Marta voit les baies elle croit que le printemps est venu et part dans les montagnes avec son fils et ses moutons. Elle porte 12 peaux de mouton qui s'imbibent d'eau et s'alourdissent, car il pleut. Elle s'en débarrasse donc, mais surprise par le gel, meurt avec ses animaux. Son fils gèle avec de la glace dans la bouche pendant qu'il jouait de la flûte.

## Légende 2
Baba Dochia/Marta ordonne à sa belle-fille d'aller cueillir des fraises des bois mûres à la fin février. La jeune fille, aidée par Dieu (ou, selon les versions, par la vierge Marie, ou par une sainte), en trouve quand même et les rapporte à sa belle-mère. Voyant cela, Dochia croit que le printemps est arrivé et part en transhumance avec ses chèvres et ses ovins à la montagne. Par précaution elle enfile tout de même neuf manteaux en mouton retourné. Les caprices du printemps font qu'elle se débarrasse peu à peu de ses neuf manteaux. Le neuvième jour, le gel la surprend avec ses bêtes, et elle est transformée par le froid en pierre. Dans les Carpates, dans les Monts Bucegi, il existe des formations rocheuses appelées « Babele » (les vieilles femmes) censées être Baba Dochia/Marta et sa suite. On sait par ailleurs que ces formations dues à l'érosion étaient des lieux sacrés pour les Daces qui y rendaient un culte à Gabeleisos et à Zalmoxis.

## Légende 3
La belle-fille Baba Dochia/Marta est envoyée, dans un jour froid d'hiver, laver un manteau très sale dans une rivière. La rivière était loin et la pauvre fille ne pouvait rentrer qu'une fois le manteau entièrement blanc et sec. Comme le vêtement était très sale, la fille n'a pas réussi à le nettoyer et se mit à pleurer. Un homme nommé arrive et lui donne un perce-neige qui produit un miracle : le manteau devient blanc. Quand Baba Dochia/Marta voit sa belle-fille rentrer heureuse avec le manteau blanc, et la fleur dans ses cheveux, elle croit que le printemps est arrivé et part en transhumance, pour finir, comme dans la précédente version, gelée et pétrifiée.

## Rite
Jours de Baba Dochia/Marta : 
- 1er mars (froid et neige)
- 2 mars (été)
- 3 mars (récolte)